# Pseudopanurgus stathamae
Pseudopanurgus stathamae är en biart som beskrevs av Timberlake 1967. Pseudopanurgus stathamae ingår i släktet Pseudopanurgus och familjen grävbin. Inga underarter finns listade i Catalogue of Life.